# Saison 2016-2017 du Real Madrid
Maillots
Dernière mise à jour : 3 juin 2017.
Chronologie
Saison précédente Saison suivante
Cette saison fait suite à la saison 2015-2016 qui a vu le Real Madrid remporter la Ligue des Champions. Cette saison est la 86e du club en Liga.
Lors de la saison 2016-2017, le Real Madrid est engagé dans 5 compétitions officielles : Liga Santander, Coupe du Roi, Ligue des Champions, Supercoupe de l'UEFA et Coupe du Monde des clubs de la FIFA.
Lors de cette saison, le Real Madrid remporte la Supercoupe de l'UEFA, la Coupe du Monde des clubs, la Liga et la Ligue des champions. 

## Pré-saison et transferts
- Le club enregistre les retours de Fábio Coentrão, Lucas Silva & Marco Asensio, prêtés respectivement à l'AS Monaco, l'Olympique de Marseille et l'Espanyol Barcelone.
- Le Real active sa clause de rachat pour Álvaro Morata (32 millions d'€) transféré la saison précédente à la Juventus pour 20 millions d'euros.
- Le joueur Álvaro Arbeloa quitte le club car il est en fin de contrat.
- Le Real Madrid est parvenu a un accord avec Villarreal pour la vente de Denis Cheryshev.
- Le jeune joueur espagnol Borja Mayoral part en prêt à Wolfsbourg pour 1 an.
- Jesé Rodríguez est vendu au Paris Saint-Germain pour 25 millions d'euros.

## Matchs amicaux et tournée
Le 27 juillet, le club affronte le Paris Saint-Germain lors de la première journée de l'International Champions Cup aux États-Unis.
Le 30 juillet, le Real affronte Chelsea lors de la deuxième journée de l'International Champions Cup aux États-Unis.
Le 3 août, le Real affronte le Bayern Munich lors de la troisième journée de l'International Champions Cup aux États-Unis.
Le 9 août, le Real dispute son premier match officiel de la saison face à Séville lors de la Supercoupe de l'UEFA en Norvège.
Pour finir sa préparation, le Real Madrid affronte le Stade de Reims lors du Trophée Santiago Bernabéu le 16 août au stade Santiago Bernabeu à Madrid.

## Recrutement

### Arrivées
| Joueur         | Pays     | Âge | Poste     | Type de transfert | Durée        | Indemnité       | Période       | Provenance                     |
| -------------- | -------- | --- | --------- | ----------------- | ------------ | --------------- | ------------- | ------------------------------ |
| Fábio Coentrão | Portugal | 28  | Défenseur | Retour de prêt    | 1 an (2017)  | -               | Mercato d'été | AS Monaco (Ligue 1)            |
| Jesús Vallejo  | Espagne  | 19  | Défenseur | Retour de prêt    | 4 ans (2020) | -               | Mercato d'été | Real Saragosse (Liga Adelante) |
| Marco Asensio  | Espagne  | 20  | Milieu    | Retour de prêt    | 5 ans (2021) | -               | Mercato d'été | Espanyol Barcelone (LaLiga)    |
| Álvaro Morata  | Espagne  | 23  | Attaquant | Transfert         | 5 ans (2021) | 32 millions d'€ | Mercato d'été | Juventus (Serie A)             |

### Départs
| Joueur          | Nationalité | Âge | Poste     | Type de transfert | Durée        | Indemnité       | Période       | Destination                      |
| --------------- | ----------- | --- | --------- | ----------------- | ------------ | --------------- | ------------- | -------------------------------- |
| Álvaro Arbeloa  | Espagne     | 33  | Défenseur | Fin de contrat    | -            | -               | Mercato d'été | -                                |
| Denis Cheryshev | Russie      | 25  | Attaquant | Transfert         | 5 ans (2021) | 10 millions d'€ | Mercato d'été | Villarreal (LaLiga)              |
| Jesús Vallejo   | Espagne     | 19  | Défenseur | Prêt              | 1 an (2017)  | -               | Mercato d'été | Eintracht Francfort (Bundesliga) |
| Borja Mayoral   | Espagne     | 19  | Attaquant | Prêt              | 1 an (2017)  | -               | Mercato d'été | VfL Wolfsburg (Bundesliga)       |
| Jesé Rodríguez  | Espagne     | 23  | Attaquant | Transfert         | 5 ans (2021) | 25 Millions d'€ | Mercato d'été | Paris Saint-Germain (Ligue 1)    |

## Les rencontres de la saison

### Matchs amicaux
| Date                        | Adversaire          | Division | Lieu                                    | Score | Buteurs                                                  |
| International Champions Cup |                     |          |                                         |       |                                                          |
| 27 juillet 2016             | Paris Saint-Germain | D1       | Ohio Stadium, Colombus, États-Unis      | 1-3   | Marcelo 44e (pen.)                                       |
| 30 juillet 2016             | Chelsea FC          | D1       | Michigan Stadium, Ann Arbor, États-Unis | 3-2   | Marcelo 19e 26e, Mariano 37e                             |
| 3 août 2016                 | Bayern Munich       | D1       | MetLife Stadium, New York, États-Unis   | 0-1   | Danilo 79e                                               |
| Trophée Santiago Bernabéu   |                     |          |                                         |       |                                                          |
| 16 août 2016                | Stade de Reims      | D2       | Santiago Bernabeu, Madrid, Espagne      | 5-3   | Nacho 11e, Ramos 39e, Morata 45e, James 60e, Mariano 80e |

### Supercoupe de l'UEFA
| Date       | J.     | Adversaire | Lieu                                  | Score | Buteurs                                 |
| ---------- | ------ | ---------- | ------------------------------------- | ----- | --------------------------------------- |
| 09/08/2016 | Finale | Séville FC | Lerkendal Stadion, Trondheim, Norvège | 3-2ap | Asensio 21e, Ramos 90+3e, Carvajal 119e |

Le 9 août 2016 le Real Madrid remporte la Supercoupe de l'UEFA contre le FC Séville.
| Supercoupe de l'UEFA Vainqueur 2016 |
| ----------------------------------- |
| Real Madrid 3e Titre                |

### Coupe du monde des clubs de la FIFA
| Date       | Tour        | Adversaire      | Lieu                          | Score | Buteurs                                 |
| ---------- | ----------- | --------------- | ----------------------------- | ----- | --------------------------------------- |
| 15/12/2016 | Demi-finale | Club América    | Stade Nissan, Yokohama, Japon | 0-2   | Benzema 45+2e, Ronaldo 90+3e            |
| 18/12/2016 | Finale      | Kashima Antlers | Stade Nissan, Yokohama, Japon | 4-2ap | Benzema 9e, Ronaldo 60e (pen.) 98e 105e |

Le 18 décembre 2016 le Real Madrid remporte la Coupe du monde des clubs de la FIFA contre le Kashima Antlers.
| Coupe du monde des clubs Vainqueur 2016 |
| --------------------------------------- |
| Real Madrid 2e Titre                    |

### Coupe du Roi
| Date       | Tour                  | Adversaire                   | Lieu                      | Score | Buteurs                                                   |
| ---------- | --------------------- | ---------------------------- | ------------------------- | ----- | --------------------------------------------------------- |
| 26/10/2016 | 1/16e finale (aller)  | Cultural y Deportiva Leonesa | Reino de León, León       | 1-7   | Asensio 32e 53e, Morata 46e 55e, Nacho 68e, Mariano 90+2e |
| 30/11/2016 | 1/16e finale (retour) | Cultural y Deportiva Leonesa | Santiago Bernabeu, Madrid | 6-1   | Mariano 1re 42e 88e, James 23e, Enzo 63e                  |
| 04/01/2017 | 1/8e finale (aller)   | FC Séville                   | Santiago Bernabeu, Madrid | 3-0   | James 10e 44e (pen.), Varane 29e                          |
| 11/01/2017 | 1/8e finale (retour)  | FC Séville                   | Sánchez Pizjuán, Séville  | 3-3   | Asensio 48e, Ramos 83e (pen.), Benzema 90+3e              |
| 18/01/2017 | 1/4 finale (aller)    | Celta Vigo                   | Santiago Bernabeu, Madrid | 1-2   | Marcelo 69e                                               |
| 25/01/2017 | 1/4 finale (retour)   | Celta Vigo                   | Balaidos, Vigo            | 2-2   | Ronaldo 62e, Vázquez 90e                                  |

Le 25 janvier 2017 le Real Madrid est éliminé de la Coupe du Roi par le Celta Vigo en 1/4 de finale.

### LaLiga Santander
| Date       | J.  | Adversaire           | Lieu                                     | Score | Buteurs                                                        |
| ---------- | --- | -------------------- | ---------------------------------------- | ----- | -------------------------------------------------------------- |
| 21/08/2016 | 1re | Real Sociedad        | Anoeta, Saint-Sébastien                  | 0-3   | Bale 2e 90+3e, Asensio 40e                                     |
| 27/08/2016 | 2e  | Celta Vigo           | Santiago Bernabéu, Madrid                | 2-1   | Morata 60e, Kroos 81e                                          |
| 10/09/2016 | 3e  | Osasuna              | Santiago Bernabéu, Madrid                | 5-2   | Ronaldo 6e, Danilo 40e, Ramos 45e, Pepe 56e, Modric 62e        |
| 18/09/2016 | 4e  | Espanyol             | Cornellà-El Prat, Barcelone              | 0-2   | James 47e, Benzema 71e                                         |
| 21/09/2016 | 5e  | Villarreal CF        | Santiago Bernabéu, Madrid                | 1-1   | Ramos 48e                                                      |
| 24/09/2016 | 6e  | Las Palmas           | Gran Canaria, Las Palmas de Gran Canaria | 2-2   | Asensio 33e, Benzema 67e                                       |
| 02/10/2016 | 7e  | SD Eibar             | Santiago Bernabéu, Madrid                | 1-1   | Bale 17e                                                       |
| 15/10/2016 | 8e  | Betis Séville        | Benito-Villamarín, Séville               | 1-6   | Varane 4e, Benzema 31e, Marcelo 39e, Isco 45e 62e, Ronaldo 78e |
| 23/10/2016 | 9e  | Athletic Bilbao      | Santiago Bernabéu, Madrid                | 2-1   | Benzema 7e, Morata 83e                                         |
| 29/10/2016 | 10e | Deportivo Alavés     | Mendizorroza, Vitoria-Gasteiz            | 1-4   | Ronaldo 17e (pen.) 33e 88e, Morata 84e                         |
| 06/11/2016 | 11e | Leganés              | Santiago Bernabéu, Madrid                | 3-0   | Bale 38e 45e, Morata 76e                                       |
| 19/11/2016 | 12e | Atlético Madrid      | Vicente Calderon, Madrid                 | 0-3   | Ronaldo 23e (c.f) 71e (pen.) 77e                               |
| 26/11/2016 | 13e | Sporting Gijón       | Santiago Bernabéu, Madrid                | 2-1   | Ronaldo 5e (pen.) 18e                                          |
| 03/12/2016 | 14e | FC Barcelone         | Camp Nou, Barcelone                      | 1-1   | Ramos 90e                                                      |
| 10/12/2016 | 15e | Deportivo La Corogne | Santiago Bernabéu, Madrid                | 3-2   | Morata 50e, Mariano 84e, Ramos 90+2e                           |
| 22/02/2017 | 16e | Valence CF           | La Mestalla, Valence                     | 2-1   | Ronaldo 44e                                                    |
| 07/01/2017 | 17e | Grenade CF           | Santiago Bernabéu, Madrid                | 5-0   | Isco 12e 31e, Benzema 20e, Ronaldo 27e, Casemiro 58e           |
| 15/01/2017 | 18e | Séville FC           | Sánchez Pizjuán, Séville                 | 2-1   | Ronaldo 67e (pen.)                                             |
| 21/01/2017 | 19e | Málaga CF            | Santiago Bernabéu, Madrid                | 2-1   | Ramos 35e 43e                                                  |
| 29/01/2017 | 20e | Real Sociedad        | Santiago Bernabéu, Madrid                | 3-0   | Kovačić 38e, Ronaldo 51e, Morata 82e                           |
| 17/05/2017 | 21e | Celta Vigo           | Balaidos, Vigo                           | 1-4   | Ronaldo 10e 48e, Benzema 70e, Kroos 88e                        |
| 11/02/2017 | 22e | Osasuna              | El Sadar, Pampelune                      | 1-3   | Ronaldo 24e, Isco 62e, Vázquez 90+3e                           |
| 18/02/2017 | 23e | Espanyol             | Santiago Bernabéu, Madrid                | 2-0   | Morata 33e, Bale 83e                                           |
| 26/02/2017 | 24e | Villarreal CF        | El Madrigal, Vila-real                   | 2-3   | Bale 64e, Ronaldo 74e (pen.), Morata 83e                       |
| 01/03/2017 | 25e | Las Palmas           | Santiago Bernabéu, Madrid                | 3-3   | Isco 8e, Ronaldo 86e (pen.) 89e                                |
| 04/03/2017 | 26e | SD Eibar             | Ipurua, Eibar                            | 1-4   | Benzema 14e 25e, James 29e, Asensio 60e                        |
| 12/03/2017 | 27e | Betis Séville        | Santiago Bernabéu, Madrid                | 2-1   | Ronaldo 41e, Ramos 81e                                         |
| 18/03/2017 | 28e | Athletic Bilbao      | San Mamés, Bilbao                        | 1-2   | Benzema 24e, Casemiro 68e                                      |
| 02/04/2017 | 29e | Deportivo Alavés     | Santiago Bernabéu, Madrid                | 3-0   | Benzema 31e, Isco 85e, Nacho 88e                               |
| 05/04/2017 | 30e | Leganés              | Butarque, Leganés                        | 2-4   | James 15e, Morata 18e 23e 48e                                  |
| 08/04/2017 | 31e | Atlético Madrid      | Santiago Bernabéu, Madrid                | 1-1   | Pepe 52e                                                       |
| 15/04/2017 | 32e | Sporting Gijón       | El Molinon, Girone                       | 2-3   | Isco 17e 90e, Morata 59e                                       |
| 23/04/2017 | 33e | FC Barcelone         | Santiago Bernabéu, Madrid                | 2-3   | Casemiro 28e, James 85e                                        |
| 26/04/2017 | 34e | Deportivo La Corogne | Riazor, La Corogne                       | 2-6   | Morata 1re, James 14e 66e, Vázquez 44e, Isco 77e, Casemiro 87e |
| 29/04/2017 | 35e | Valence CF           | Santiago Bernabéu, Madrid                | 2-1   | Ronaldo 27e, Marcelo 87e                                       |
| 06/05/2017 | 36e | Grenade CF           | Nuevo Los Cármenes, Grenade              | 0-4   | James 3e 11e, Morata 30e 35e                                   |
| 14/05/2017 | 37e | Séville FC           | Santiago Bernabéu, Madrid                | 4-1   | Nacho 10e, Ronaldo 23e 78e, Kroos 84e                          |
| 21/05/2017 | 38e | Málaga CF            | La Rosaleda, Málaga                      | 0-2   | Ronaldo 2e, Benzema 55e                                        |

#### Classement
| Rang | Équipe                   | Pts | J  | G  | N  | P | Bp  | Bc | Diff | Qualification ou relégation                                      |
| ---- | ------------------------ | --- | -- | -- | -- | - | --- | -- | ---- | ---------------------------------------------------------------- |
| 1    | Real Madrid SU MC (C, Q) | 93  | 38 | 29 | 6  | 3 | 106 | 41 | +65  | Qualification pour la phase de groupes de la Ligue des champions |
| 2    | FC Barcelone T S (Q)     | 90  | 38 | 28 | 6  | 4 | 116 | 37 | +79  | Qualification pour la phase de groupes de la Ligue des champions |
| 3    | Atlético Madrid (Q)      | 78  | 38 | 23 | 9  | 6 | 70  | 27 | +43  | Qualification pour la phase de groupes de la Ligue des champions |
| 4    | Séville FC (Q)           | 72  | 38 | 21 | 9  | 8 | 69  | 49 | +20  | Qualification pour les barrages de la Ligue des champions        |
| 5    | Villarreal CF (Q)        | 67  | 38 | 19 | 10 | 9 | 56  | 33 | +23  | Qualification pour la phase de groupes de la Ligue Europa        |

1. ↑  L'Athletic Bilbao se qualifie pour les phases de groupes de la Ligue Europa grâce à la victoire du FC Barcelone en finale de Coupe du Roi 2016-2017.

Le 21 mai 2017 le Real Madrid est champion d'Espagne.
| Liga Santander Champion 2016-2017 |
| --------------------------------- |
| Real Madrid 33e Titre             |

### Ligue des Champions de l'UEFA

#### Phase de Groupes
| Date     | J.  | Adversaire        | Lieu                                        | Score | Buteurs                                        |
| -------- | --- | ----------------- | ------------------------------------------- | ----- | ---------------------------------------------- |
| 14/09/16 | 1re | Sporting Portugal | Santiago Bernabeu, Madrid                   | 2-1   | Ronaldo 89e (cf.), Morata 90+4e                |
| 27/09/16 | 2e  | Borussia Dortmund | Signal Iduna Park, Dortmund                 | 2-2   | Ronaldo 17e, Varane 68e                        |
| 18/10/16 | 3e  | Legia Varsovie    | Santiago Bernabeu, Madrid                   | 5-1   | Bale 16e, Asensio 37e, Vázquez 68e, Morata 84e |
| 02/11/16 | 4e  | Legia Varsovie    | Stade du maréchal Józef Piłsudski, Varsovie | 3-3   | Bale 1re, Benzema 35e, Kovačić 85e             |
| 22/11/16 | 5e  | Sporting Portugal | Estádio José Alvalade XXI, Lisbonne         | 1-2   | Varane 29e, Benzema 87e                        |
| 07/12/16 | 6e  | Borussia Dortmund | Santiago Bernabeu, Madrid                   | 2-2   | Benzema 28e 53e                                |

| Rang | Équipe            | Pts | J | G | N | P | Bp | Bc | Diff |  | Résultats (▼ dom., ► ext.) |     |     |     |     |
| ---- | ----------------- | --- | - | - | - | - | -- | -- | ---- |  | -------------------------- | --- | --- | --- | --- |
| 1    | Dortmund          | 14  | 6 | 4 | 2 | 0 | 21 | 9  | +12  |  | Dortmund                   |     | 2-2 | 1-0 | 8-4 |
| 2    | Real Madrid       | 12  | 6 | 3 | 3 | 0 | 16 | 10 | +6   |  | Real Madrid                | 2-2 |     | 2-1 | 3-1 |
| 3    | Legia Varsovie    | 4   | 6 | 1 | 1 | 4 | 9  | 24 | -15  |  | Legia Varsovie             | 0-6 | 3-3 |     | 1-0 |
| 4    | Sporting Portugal | 3   | 6 | 1 | 0 | 5 | 6  | 7  | -1   |  | Sporting Portugal          | 1-2 | 1-2 | 2-0 |     |

#### 1/8 de finale
| Date       | Tour   | Adversaire | Lieu                      | Score | Buteurs                              |
| ---------- | ------ | ---------- | ------------------------- | ----- | ------------------------------------ |
| 15/02/2017 | Aller  | SSC Naples | Santiago Bernabeu, Madrid | 3-1   | Benzema 18e, Kroos 49e, Casemiro 54e |
| 07/03/2017 | Retour | SSC Naples | San Paolo, Naples         | 1-3   | Ramos 51e, Morata 90+1e              |

#### 1/4 de finale
| Date       | Tour   | Adversaire    | Lieu                      | Score | Buteurs                             |
| ---------- | ------ | ------------- | ------------------------- | ----- | ----------------------------------- |
| 12/04/2017 | Aller  | Bayern Munich | Allianz Arena, Munich     | 1-2   | Ronaldo 47e 77e                     |
| 18/04/2017 | Retour | Bayern Munich | Santiago Bernabeu, Madrid | 4-2ap | Ronaldo 76e 104e 109e, Asensio 112e |

#### 1/2 finale
| Date       | Tour   | Adversaire      | Lieu                      | Score | Buteurs             |
| ---------- | ------ | --------------- | ------------------------- | ----- | ------------------- |
| 02/05/2017 | Aller  | Atlético Madrid | Santiago Bernabeu, Madrid | 3-0   | Ronaldo 10e 73e 86e |
| 10/05/2017 | Retour | Atlético Madrid | Vicente Calderón, Madrid  | 2-1   | Isco 42e            |

#### Finale
| Date       | Tour   | Adversaire     | Lieu                          | Score | Buteurs                                    |
| ---------- | ------ | -------------- | ----------------------------- | ----- | ------------------------------------------ |
| 03/06/2017 | Finale | Juventus Turin | Principality Stadium, Cardiff | 1-4   | Ronaldo 20e 64e, Casemiro 61e, Asensio 90e |

Le 3 juin 2017 le Real Madrid remporte la Ligue des champions face à la Juventus Turin.
| Ligue des champions Vainqueur 2016-2017 |
| --------------------------------------- |
| Real Madrid 12e Titre                   |

## Statistiques

### Statistiques collectives
| Compétition              | Débute au tour   | Termine       | Matches joués | Gagnés | Nuls | Perdus | Buts pour | Buts contre | Différence |
| ------------------------ | ---------------- | ------------- | ------------- | ------ | ---- | ------ | --------- | ----------- | ---------- |
| Liga Santander           | 1re Journée      | Champion      | 38            | 29     | 6    | 3      | 106       | 41          | +65        |
| Coupe du Roi             | 1/16 de finale   | 1/4 de finale | 6             | 3      | 2    | 1      | 22        | 9           | +13        |
| Ligue des champions      | Phase de groupes | Vainqueur     | 13            | 9      | 3    | 1      | 36        | 18          | +18        |
| Supercoupe de l'UEFA     | Finale           | Vainqueur     | 1             | 1      | 0    | 0      | 3         | 2           | +1         |
| Coupe du monde des clubs | 1/2 finale       | Vainqueur     | 2             | 2      | 0    | 0      | 6         | 2           | +4         |
| Total                    | Total            | Total         | 60            | 44     | 11   | 5      | 173       | 72          | +101       |

### Statistiques individuelles
(Mis à jour le 3 juin 2017)
| Numéro | Nat. | Nom               | Liga Santander | Liga Santander | Liga Santander | Liga Santander | Liga Santander | Ligue des champions | Ligue des champions | Ligue des champions | Ligue des champions | Ligue des champions | Coupe du Roi | Coupe du Roi | Coupe du Roi   | Coupe du Roi | Coupe du Roi | Supercoupe d'Europe | Supercoupe d'Europe | Supercoupe d'Europe | Supercoupe d'Europe | Supercoupe d'Europe | Coupe du monde des clubs | Coupe du monde des clubs | Coupe du monde des clubs | Coupe du monde des clubs | Coupe du monde des clubs | Total | Total       | Total          | Total  | Total        |
| Numéro | Nat. | Nom               | M.j.           | But inscrit    | Passe décisive | Averti         | Carton rouge   | M.j.                | But inscrit         | Passe décisive      | Averti              | Carton rouge        | M.j.         | But inscrit  | Passe décisive | Averti       | Carton rouge | M.j.                | But inscrit         | Passe décisive      | Averti              | Carton rouge        | M.j.                     | But inscrit              | Passe décisive           | Averti                   | Carton rouge             | M.j.  | But inscrit | Passe décisive | Averti | Carton rouge |
| ------ | ---- | ----------------- | -------------- | -------------- | -------------- | -------------- | -------------- | ------------------- | ------------------- | ------------------- | ------------------- | ------------------- | ------------ | ------------ | -------------- | ------------ | ------------ | ------------------- | ------------------- | ------------------- | ------------------- | ------------------- | ------------------------ | ------------------------ | ------------------------ | ------------------------ | ------------------------ | ----- | ----------- | -------------- | ------ | ------------ |
| 1      |      | Keylor Navas      | 27             | -31            | 0              | 2              | 0              | 12                  | -17                 | 0                   | 0                   | 0                   | 0            | 0            | 0              | 0            | 0            | Non joué            | -                   | -                   | -                   | -                   | 2                        | -2                       | 0                        | 0                        | 0                        | 41    | -50         | 0              | 2      | 0            |
| 2      |      | Daniel Carvajal   | 23             | 0              | 4              | 10             | 0              | 11                  | 0                   | 5                   | 2                   | 0                   | 4            | 0            | 2              | 1            | 0            | 1                   | 1                   | 0                   | 1                   | 0                   | 2                        | 0                        | 0                        | 1                        | 0                        | 41    | 1           | 11             | 15     | 0            |
| 3      |      | Pepe              | 13             | 2              | 1              | 1              | 0              | 3                   | 0                   | 0                   | 0                   | 0                   | 2            | 0            | 0              | 0            | 0            | Non joué            | -                   | -                   | -                   | -                   | 0                        | 0                        | 0                        | 0                        | 0                        | 18    | 2           | 1              | 1      | 0            |
| 4      |      | Sergio Ramos      | 28             | 7              | 0              | 7              | 1              | 11                  | 2                   | 2                   | 4                   | 0                   | 3            | 1            | 0              | 1            | 0            | 1                   | 1                   | 0                   | 0                   | 0                   | 1                        | 0                        | 0                        | 1                        | 0                        | 44    | 11          | 2              | 13     | 1            |
| 5      |      | Raphael Varane    | 23             | 1              | 2              | 1              | 0              | 10                  | 2                   | 0                   | 0                   | 0                   | 3            | 1            | 0              | 0            | 0            | 1                   | 0                   | 0                   | 0                   | 0                   | 2                        | 0                        | 0                        | 0                        | 0                        | 39    | 4           | 2              | 1      | 0            |
| 6      |      | Nacho             | 28             | 2              | 3              | 5              | 0              | 4                   | 0                   | 0                   | 0                   | 0                   | 5            | 1            | 0              | 0            | 0            | Non joué            | -                   | -                   | -                   | -                   | 2                        | 0                        | 0                        | 1                        | 0                        | 39    | 3           | 3              | 6      | 0            |
| 7      |      | Cristiano Ronaldo | 29             | 25             | 6              | 4              | 0              | 13                  | 12                  | 6                   | 1                   | 0                   | 2            | 1            | 0              | 0            | 0            | Non joué            | -                   | -                   | -                   | -                   | 2                        | 4                        | 0                        | 0                        | 0                        | 46    | 42          | 12             | 5      | 0            |
| 8      |      | Toni Kroos        | 29             | 3              | 12             | 6              | 0              | 12                  | 1                   | 1                   | 3                   | 0                   | 5            | 0            | 1              | 1            | 0            | Non joué            | -                   | -                   | -                   | -                   | 2                        | 0                        | 2                        | 0                        | 0                        | 48    | 4           | 16             | 10     | 0            |
| 9      |      | Karim Benzema     | 29             | 11             | 5              | 0              | 0              | 13                  | 5                   | 0                   | 0                   | 0                   | 4            | 1            | 1              | 0            | 0            | 1                   | 0                   | 0                   | 0                   | 0                   | 2                        | 2                        | 1                        | 0                        | 0                        | 49    | 19          | 7              | 0      | 0            |
| 10     |      | James Rodríguez   | 22             | 8              | 6              | 1              | 0              | 6                   | 0                   | 2                   | 0                   | 0                   | 3            | 3            | 3              | 0            | 0            | 1                   | 0                   | 0                   | 1                   | 0                   | 1                        | 0                        | 1                        | 0                        | 0                        | 33    | 11          | 12             | 2      | 0            |
| 11     |      | Gareth Bale       | 19             | 7              | 2              | 3              | 1              | 8                   | 2                   | 1                   | 0                   | 0                   | 0            | 0            | 0              | 0            | 0            | Non joué            | -                   | -                   | -                   | -                   | 0                        | 0                        | 0                        | 0                        | 0                        | 27    | 9           | 3              | 3      | 1            |
| 12     |      | Marcelo           | 30             | 2              | 10             | 3              | 0              | 12                  | 0                   | 2                   | 1                   | 0                   | 3            | 1            | 0              | 2            | 0            | 1                   | 0                   | 0                   | 0                   | 0                   | 2                        | 0                        | 0                        | 0                        | 0                        | 48    | 3           | 12             | 6      | 0            |
| 13     |      | Kiko Casilla      | 11             | -10            | 0              | 0              | 0              | 1                   | -1                  | 0                   | 0                   | 0                   | 6            | -9           | 0              | 1            | 0            | 1                   | -2                  | 0                   | 0                   | 0                   | 0                        | 0                        | 0                        | 0                        | 0                        | 19    | -22         | 0              | 1      | 0            |
| 14     |      | Casemiro          | 25             | 3              | 0              | 9              | 0              | 9                   | 2                   | 2                   | 2                   | 0                   | 5            | 0            | 1              | 2            | 0            | 1                   | 0                   | 0                   | 0                   | 0                   | 2                        | 0                        | 0                        | 1                        | 0                        | 42    | 5           | 3              | 14     | 0            |
| 15     |      | Fábio Coentrão    | 3              | 0              | 1              | 0              | 0              | 2                   | 0                   | 0                   | 0                   | 0                   | 1            | 0            | 0              | 0            | 0            | Non joué            | -                   | -                   | -                   | -                   | 0                        | 0                        | 0                        | 0                        | 0                        | 6     | 0           | 1              | 0      | 0            |
| 16     |      | Mateo Kovačić     | 27             | 1              | 3              | 2              | 0              | 6                   | 1                   | 0                   | 1                   | 0                   | 4            | 0            | 0              | 1            | 0            | 1                   | 0                   | 0                   | 0                   | 0                   | 1                        | 0                        | 0                        | 0                        | 0                        | 39    | 2           | 3              | 4      | 0            |
| 17     |      | Lucas Vázquez     | 33             | 2              | 8              | 4              | 0              | 10                  | 1                   | 1                   | 0                   | 0                   | 4            | 1            | 2              | 1            | 0            | 1                   | 0                   | 1                   | 0                   | 0                   | 2                        | 0                        | 0                        | 0                        | 0                        | 50    | 4           | 12             | 5      | 0            |
| 18     |      | Mariano           | 9              | 1              | 1              | 0              | 0              | 1                   | 0                   | 0                   | 0                   | 0                   | 4            | 4            | 1              | 0            | 0            | Non joué            | -                   | -                   | -                   | -                   | 0                        | 0                        | 0                        | 0                        | 0                        | 14    | 5           | 2              | 0      | 0            |
| 19     |      | Luka Modrić       | 26             | 1              | 2              | 2              | 0              | 11                  | 0                   | 2                   | 1                   | 0                   | 2            | 0            | 0              | 0            | 0            | 1                   | 0                   | 0                   | 0                   | 0                   | 2                        | 0                        | 0                        | 0                        | 0                        | 42    | 1           | 4              | 3      | 0            |
| 20     |      | Marco Asensio     | 22             | 3              | 2              | 0              | 0              | 8                   | 3                   | 1                   | 0                   | 0                   | 6            | 3            | 1              | 0            | 0            | 1                   | 1                   | 0                   | 1                   | 0                   | 0                        | 0                        | 0                        | 0                        | 0                        | 37    | 10          | 4              | 1      | 0            |
| 21     |      | Alvaro Morata     | 26             | 15             | 4              | 8              | 0              | 9                   | 3                   | 1                   | 0                   | 0                   | 5            | 2            | 0              | 0            | 0            | 1                   | 0                   | 0                   | 0                   | 0                   | 2                        | 0                        | 0                        | 0                        | 0                        | 43    | 20          | 4              | 8      | 0            |
| 22     |      | Isco              | 30             | 10             | 9              | 4              | 0              | 6                   | 1                   | 0                   | 1                   | 0                   | 4            | 0            | 1              | 0            | 0            | 1                   | 0                   | 0                   | 0                   | 0                   | 1                        | 0                        | 0                        | 0                        | 0                        | 42    | 11          | 10             | 5      | 0            |
| 23     |      | Danilo            | 17             | 1              | 2              | 2              | 0              | 3                   | 0                   | 1                   | 1                   | 0                   | 5            | 0            | 0              | 1            | 0            | Non joué            | -                   | -                   | -                   | -                   | 0                        | 0                        | 0                        | 0                        | 0                        | 25    | 1           | 3              | 4      | 0            |
| 29     |      | Enzo Fernández    | 0              | 0              | 0              | 0              | 0              | 0                   | 0                   | 0                   | 0                   | 0                   | 1            | 1            | 0              | 0            | 0            | Non joué            | -                   | -                   | -                   | -                   | 0                        | 0                        | 0                        | 0                        | 0                        | 1     | 1           | 0              | 0      | 0            |
| 31     |      | Rubén Yáñez       | 0              | 0              | 0              | 0              | 0              | 0                   | 0                   | 0                   | 0                   | 0                   | 1            | 0            | 0              | 0            | 0            | Non joué            | -                   | -                   | -                   | -                   | 0                        | 0                        | 0                        | 0                        | 0                        | 1     | 0           | 0              | 0      | 0            |

### Buteurs (toutes compétitions)
(Mis à jour après le match Juventus 1-4 Real Madrid, le 3 juin 2017)
| Rang | Joueur            | LaLiga Santander | Coupe du Roi | Ligue des Champions | Supercoupe de l'UEFA | Coupe du monde des Clubs | Total |
| ---- | ----------------- | ---------------- | ------------ | ------------------- | -------------------- | ------------------------ | ----- |
| 1    | Cristiano Ronaldo | 25               | 1            | 12                  | 0                    | 4                        | 42    |
| 2    | Alvaro Morata     | 15               | 2            | 3                   | 0                    | 0                        | 20    |
| 3    | Karim Benzema     | 11               | 1            | 5                   | 0                    | 2                        | 19    |
| 4    | Sergio Ramos      | 7                | 1            | 2                   | 1                    | 0                        | 11    |
| 4    | James Rodríguez   | 8                | 3            | 0                   | 0                    | 0                        | 11    |
| 4    | Isco              | 10               | 0            | 1                   | 0                    | 0                        | 11    |
| 5    | Marco Asensio     | 3                | 3            | 3                   | 1                    | 0                        | 10    |
| 6    | Gareth Bale       | 7                | 0            | 2                   | 0                    | 0                        | 9     |
| 7    | Casemiro          | 4                | 0            | 2                   | 0                    | 0                        | 6     |
| 8    | Mariano           | 1                | 4            | 0                   | 0                    | 0                        | 5     |
| 9    | Raphael Varane    | 1                | 1            | 2                   | 0                    | 0                        | 4     |
| 9    | Lucas Vázquez     | 3                | 1            | 0                   | 0                    | 0                        | 4     |
| 9    | Toni Kroos        | 3                | 0            | 1                   | 0                    | 0                        | 4     |
| 10   | Marcelo           | 2                | 1            | 0                   | 0                    | 0                        | 3     |
| 10   | Nacho             | 2                | 1            | 0                   | 0                    | 0                        | 3     |
| 11   | Mateo Kovačić     | 1                | 0            | 1                   | 0                    | 0                        | 2     |
| 11   | Pepe              | 2                | 0            | 0                   | 0                    | 0                        | 2     |
| 12   | Dani Carvajal     | 0                | 0            | 0                   | 1                    | 0                        | 1     |
| 12   | Danilo            | 1                | 0            | 0                   | 0                    | 0                        | 1     |
| 12   | Luka Modrić       | 1                | 0            | 0                   | 0                    | 0                        | 1     |
| 12   | Enzo Fernández    | 0                | 1            | 0                   | 0                    | 0                        | 1     |

(Les chiffres ci-dessus ne sont valables que pour les matchs officiels)
- Récapitulatif des buteurs madrilènes lors des matchs amicaux de la saison 2016-2017
  - 3 buts : Marcelo
  - 2 buts : Mariano
  - 1 but : Danilo, Sergio Ramos, Alvaro Morata, James Rodríguez et Nacho.

### Passeurs décisifs (toutes compétitions)
| Rang | Joueur            | LaLiga Santander | Coupe du Roi | Ligue des Champions | Supercoupe de l'UEFA | Coupe du monde des Clubs | Total |
| ---- | ----------------- | ---------------- | ------------ | ------------------- | -------------------- | ------------------------ | ----- |
| 1    | Toni Kroos        | 12               | 1            | 1                   | 0                    | 2                        | 16    |
| 2    | Cristiano Ronaldo | 6                | 0            | 6                   | 0                    | 0                        | 12    |
| 2    | James Rodríguez   | 6                | 3            | 2                   | 0                    | 1                        | 12    |
| 2    | Lucas Vázquez     | 8                | 2            | 1                   | 1                    | 0                        | 12    |
| 2    | Marcelo           | 10               | 0            | 2                   | 0                    | 0                        | 12    |
| 3    | Daniel Carvajal   | 4                | 2            | 5                   | 0                    | 0                        | 11    |
| 4    | Isco              | 9                | 1            | 0                   | 0                    | 0                        | 10    |
| 5    | Karim Benzema     | 5                | 1            | 0                   | 0                    | 1                        | 7     |
| 6    | Alvaro Morata     | 4                | 0            | 1                   | 0                    | 0                        | 5     |
| 7    | Marco Asensio     | 2                | 1            | 1                   | 0                    | 0                        | 4     |
| 8    | Gareth Bale       | 2                | 0            | 1                   | 0                    | 0                        | 3     |
| 8    | Danilo            | 2                | 0            | 1                   | 0                    | 0                        | 3     |
| 8    | Mateo Kovačić     | 3                | 0            | 0                   | 0                    | 0                        | 3     |
| 8    | Casemiro          | 0                | 1            | 2                   | 0                    | 0                        | 3     |
| 8    | Nacho             | 3                | 0            | 0                   | 0                    | 0                        | 3     |
| 8    | Luka Modrić       | 2                | 0            | 1                   | 0                    | 0                        | 3     |
| 9    | Mariano           | 1                | 1            | 0                   | 0                    | 0                        | 2     |
| 9    | Sergio Ramos      | 0                | 0            | 2                   | 0                    | 0                        | 2     |
| 9    | Raphael Varane    | 2                | 0            | 0                   | 0                    | 0                        | 2     |
| 10   | Pepe              | 1                | 0            | 0                   | 0                    | 0                        | 1     |
| 10   | Fábio Coentrão    | 1                | 0            | 0                   | 0                    | 0                        | 1     |

(Les chiffres ci-dessus ne sont valables que pour les matchs officiels)
- Récapitulatif des passeurs madrilènes lors des matchs amicaux de la saison 2016-2017
  - 2 passes : Marco Asensio, Toni Kroos et Marcelo.
  - 1 passe : Martin Ødegaard, Danilo et Mateo Kovačić.

## Joueur du mois
Le joueur ayant le plus de nominations est nommé Joueur de la saison du Real Madrid.
Avec 3 nominations, Isco est le Joueur de la saison du Real Madrid.
| Août      | Luka Modrić   | [ 3 ] |
| Septembre | Luka Modrić   | [ 3 ] |
| Octobre   | Alvaro Morata | [ 3 ] |
| Novembre  | Isco          | [ 4 ] |
| Décembre  | Karim Benzema | [ 4 ] |
| Janvier   | Sergio Ramos  | [ 5 ] |
| Février   | Isco          | [ 6 ] |
| Mars      | Karim Benzema | [ 7 ] |
| Avril     | Isco          | [ 8 ] |

## Récompenses et distinctions
Le 18 juillet, Pepe, Gareth Bale, Toni Kroos et Cristiano Ronaldo font partie de la pré-liste des 10 nommés pour le Prix UEFA du Meilleur joueur d'Europe.
Le 5 août, Gareth Bale et Cristiano Ronaldo figurent parmi les 3 finalistes du Prix UEFA du Meilleur joueur d'Europe.
Le 9 août, le capitaine Sergio Ramos est élu Homme du match de la finale de la Supercoupe de l'UEFA.
Le 25 août, Cristiano Ronaldo remporte le Prix UEFA du Meilleur joueur d'Europe pour la 2e fois de sa carrière. Gareth Bale termine 3e derrière Antoine Griezmann (2e).
Cristiano Ronaldo, Gareth Bale, Toni Kroos, Luka Modrić, Pepe et Sergio Ramos font partie de la liste des 30 nommés pour le Ballon d'or 2016 de France Football. Hormis Pepe, ils sont tous également nommés pour le trophée du Meilleur footballeur de l'année FIFA.
Le 24 octobre, Luka Modrić et Marco Asensio reçoivent les Prix LFP de meilleur milieu et de joueur révélation de la saison 2015-2016. 
Le 7 novembre, Cristiano Ronaldo remporte le Trophée Alfredo Di Stéfano, qui récompense le meilleur joueur de la saison précédente en Liga Santander.
Le 11 novembre, Cristiano Ronaldo remporte le trophée Goal 50 attribué par le site internet Goal.com pour la 4e fois de sa carrière . 
Le 2 décembre, Cristiano Ronaldo figure parmi les finalistes pour le prix du Meilleur footballeur de l'année FIFA 2016 . Zinédine Zidane est nommé parmi les 3 finalistes pour le prix d'entraineur de l'année 2016 de la FIFA .
Le 10 décembre, Cristiano Ronaldo remporte le Ballon d'or pour la 4e fois de sa carrière .
Le 15 décembre, Luka Modrić est élu Homme du match de la demi-finale de la Coupe du monde des clubs. 
Le 18 décembre, Cristiano Ronaldo est élu Homme du match de la finale de la Coupe du monde des clubs et remporte également le Ballon d'or de la compétition. Luka Modrić est désigné Ballon d'argent.
Le 4 janvier 2017, Luka Modrić, Toni Kroos, Sergio Ramos et Cristiano Ronaldo figurent dans l'Équipe de l'année UEFA en 2016.
Le 9 janvier, Luka Modrić, Toni Kroos, Sergio Ramos, Cristiano Ronaldo et Marcelo sont dans l'équipe FIFA/FIFPro World XI de l'année 2016. Cristiano Ronaldo remporte le prix du Meilleur footballeur de l'année FIFA ,.
Le 3 juin, Cristiano Ronaldo est désigné Homme du match de la finale de la Ligue des champions grâce à ses 2 buts marqués.
Cristiano Ronaldo avec 12 buts est le Meilleur buteur de la Ligue des champions pour la 6e fois de sa carrière, ce qui constitue un record. C'est la 5e fois consécutivement ce qui constitue encore un autre record en Ligue des champions de l'UEFA.
Huit joueurs du Real, Dani Carvajal, Marcelo, Sergio Ramos, Casemiro, Toni Kroos, Luka Modrić, Isco et Cristiano Ronaldo font partie de l'Équipe-type de la Ligue des champions de l'UEFA 2016-2017.

## Autres statistiques

### Affluence
Affluence du Real Madrid à domicile